# Нгиндо
Нгиндо са етническа и лингвистична група в източно-централна Танзания, южно от река Руфиджи. През 1987 популацията им наброява 220 000 души. 
Преобладаващата религия е ислям. В района се намират 47 болници за борба с маларията. 